# Agros
Agros (gr. Αγρός) – wieś w Republice Cypryjskiej, w dystrykcie Limassol. W 2011 roku liczyła 806 mieszkańców. 

## Współpraca
Miejscowość partnerska:
- Houffalize, Belgia